# 葡萄畑が織りなす風景-山梨県峡東地域-
葡萄畑が織りなす風景-山梨県峡東地域-（ぶどうばたけがおりなすふうけい やまなしけんきょうとうちいき）は、山梨県山梨市、笛吹市、甲州市の観光資源の総称。
2018年（平成30年）5月24日に日本遺産に登録された。

## 概要
日本遺産に登録された際のストーリーは以下の通り

## 構成文化財

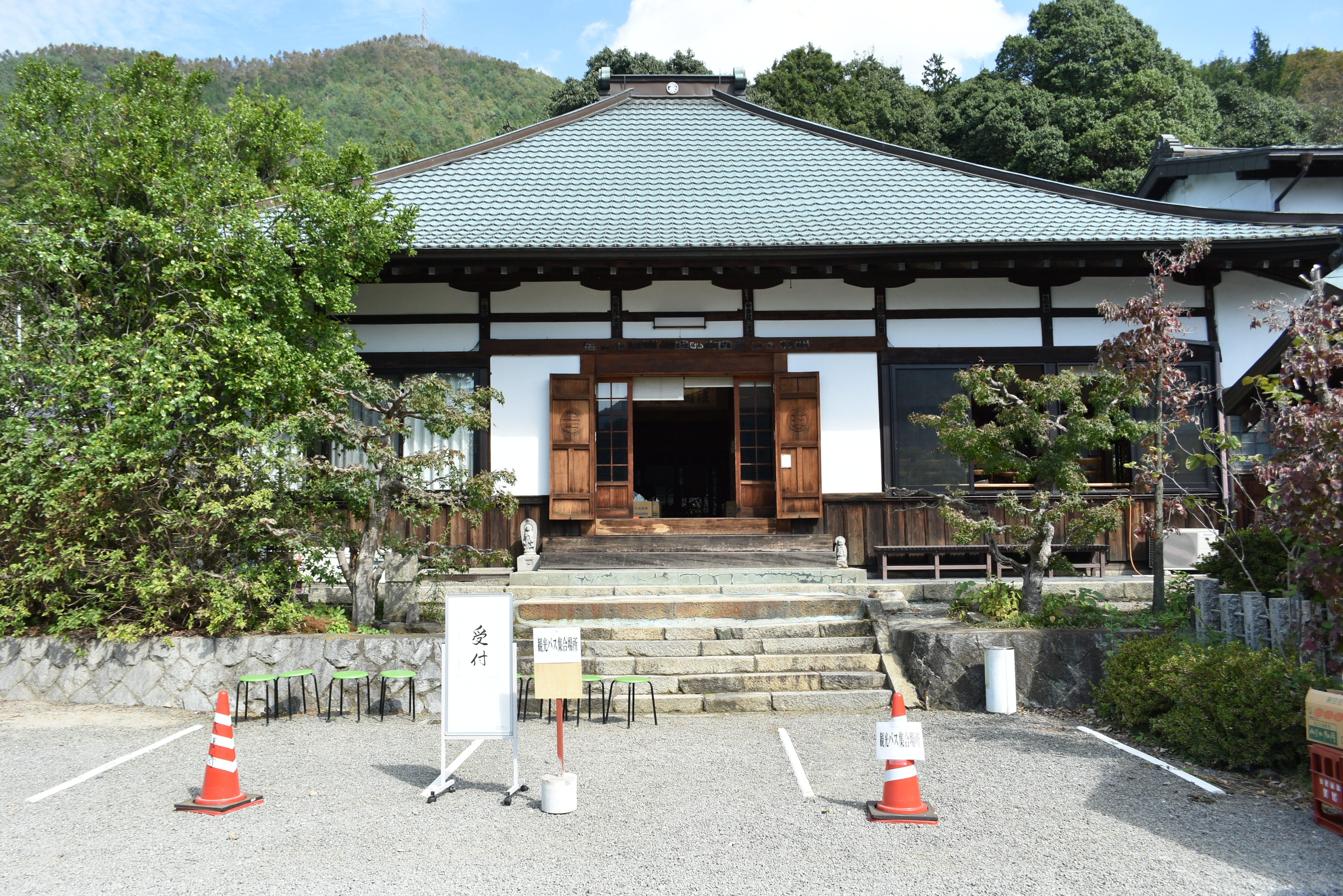
大善寺（甲州市勝沼町）

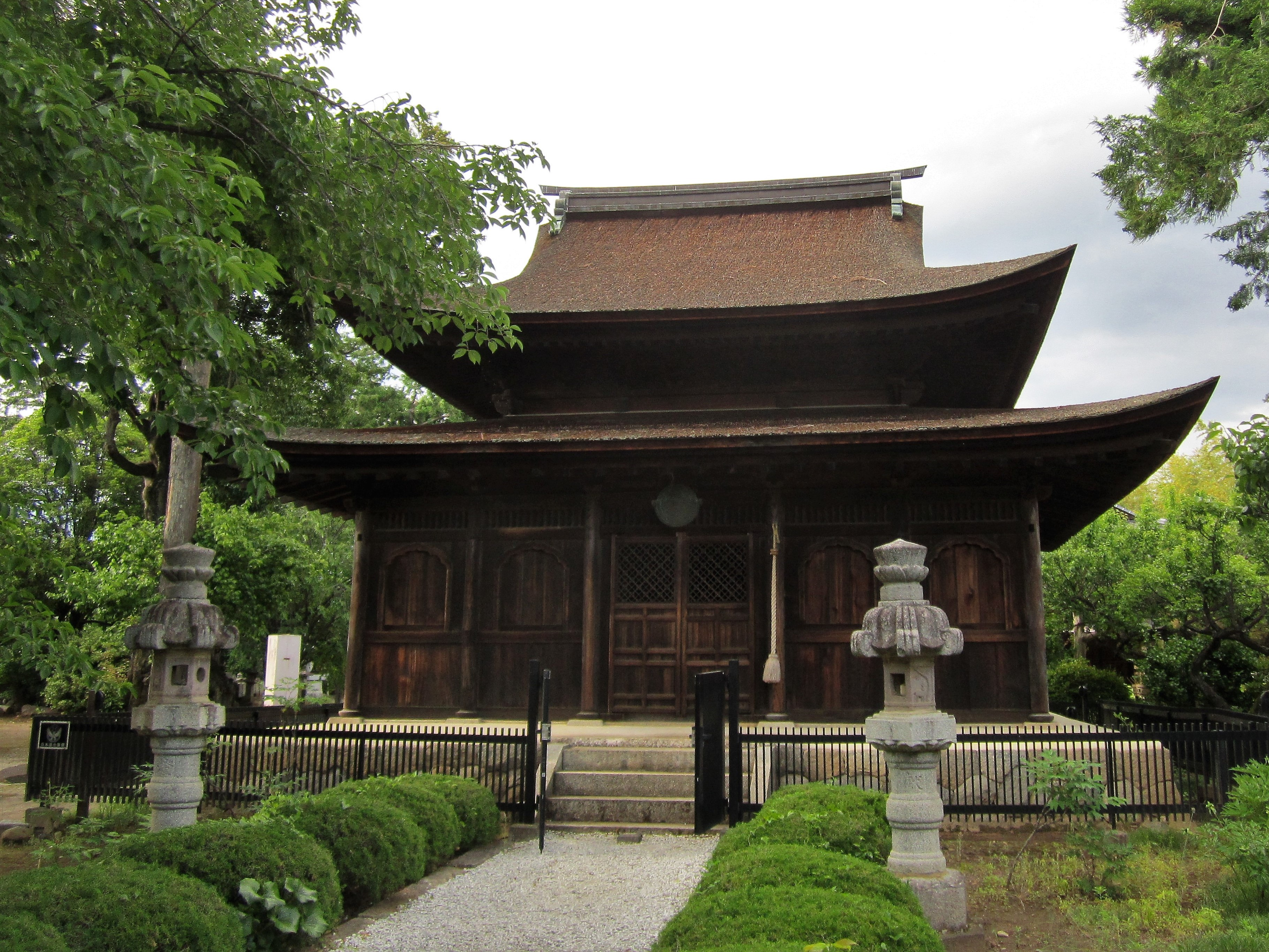
清白寺（山梨市三ヶ所）

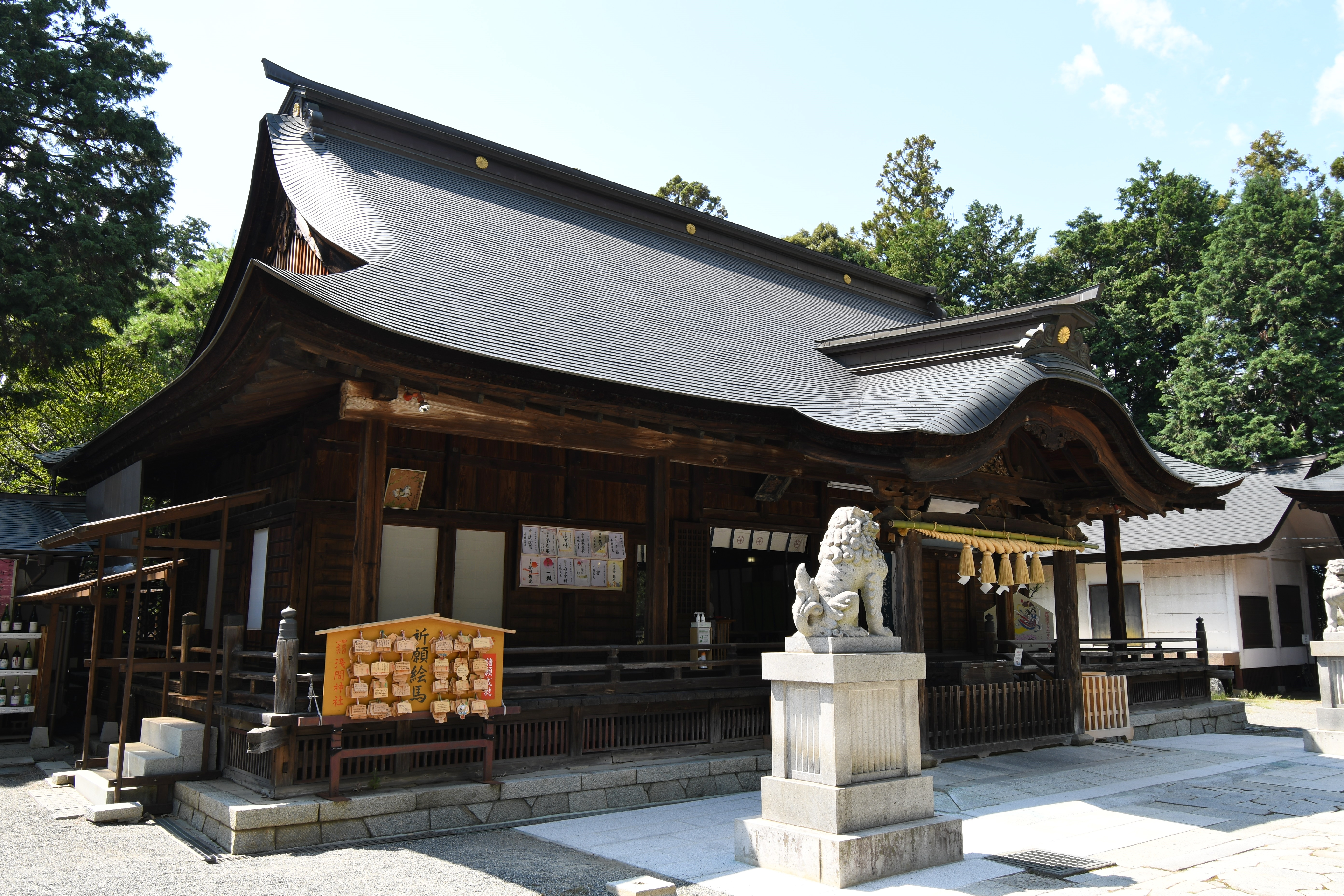
一宮浅間神社（笛吹市一宮町）

| 文化財の名称                           | 所在地               | 指定等の情報               |
| -------------------------------------- | -------------------- | -------------------------- |
| 葡萄畑                                 | 山梨市 笛吹市 甲州市 | 未指定                     |
| 木造薬師如来像                         | 甲州市               | 国指定重要文化財（彫刻）   |
| 大善寺                                 | 甲州市               | 国宝（建造物）             |
| 勝沼富町のブドウ（甲州種の原種）       | 甲州市               | 甲州市指定天然記念物       |
| 甲州式棚栽培                           | 山梨市 笛吹市 甲州市 | 未指定                     |
| 勝沼のぶどう栽培用具及び葡萄酒醸造用具 | 甲州市               | 国登録有形民俗文化財       |
| 日川堰堤群                             | 甲州市               | 未指定                     |
| 勝沼堰堤                               | 甲州市               | 国登録有形文化財           |
| 日川治水施設                           | 甲州市               | 未指定                     |
| 葡萄貯蔵庫                             | 甲州市               | 未指定                     |
| 清白寺                                 | 山梨市               | 国宝（建造物）             |
| 上野家住宅                             | 山梨市               | 県指定有形文化財（建造物） |
| 駒井家住宅                             | 山梨市               | 未指定                     |
| 大村家住宅                             | 山梨市               | 未指定                     |
| 鶴田家住宅                             | 山梨市               | 未指定                     |
| 宮沢家住宅                             | 山梨市               | 未指定                     |
| 佐藤家住宅                             | 甲州市               | 国登録有形文化財（建造物） |
| 養蚕農家の特徴を持つ和風建築ワイナリー | 甲州市               | 未指定                     |
| 歴史的ワイナリー                       | 山梨市 笛吹市 甲州市 | 未指定                     |
| ルミエール旧地下発酵槽                 | 笛吹市               | 登録有形文化財（建造物）   |
| 甲州ワイン                             | 山梨市 笛吹市 甲州市 | 未指定                     |
| 葡萄酒                                 | 山梨市 笛吹市 甲州市 | 未指定                     |
| 一宮浅間神社                           | 笛吹市               | 未指定                     |